# نافاركليس (برشلونة)
بلدية ناباركليس (بالكاتالانية: Navarcles) هي إحدى بلديات مقاطعة برشلونة، والتي تقع في منطقة كاتالونيا، شرق إسبانيا.
يبلغ عدد سكانها 5.732 نسمة وفقاً لإحصائية سنة (2007).